# Ogorelica
Ogorelica je naseljeno mjesto u sastavu općine Teočak, Federacija Bosne i Hercegovine, BiH.